# Třída Imperieuse
Třída Imperieuse byla třída obrněných křižníků britského královského námořnictva. Jejich hlavním úkolem byla ochrana námořního obchodu. Celkem byly postaveny dvě jednotky této třídy. Ve službě byly v letech 1886–1905. Nakonec byly sešrotovány.

## Stavba
Celkem byly v letech 1881–1888 postaveny dvě jednotky této třídy.
Jednotky třídy Imperieuse:
| Jméno      | Loděnice            | Založení kýlu  | Spuštěna          | Vstup do služby | Poznámka                                         |
| ---------- | ------------------- | -------------- | ----------------- | --------------- | ------------------------------------------------ |
| Imperieuse | Portsmouth Dockyard | 10. srpna 1881 | 18. prosince 1883 | září 1886       | Od roku 1905 depotní loď. Prodána do šrotu 1913. |
| Warspite   | Chatham Dockyard    | 25. října 1881 | 29. ledna 1984    | červen 1888     | Prodána do šrotu 1905.                           |

## Konstrukce

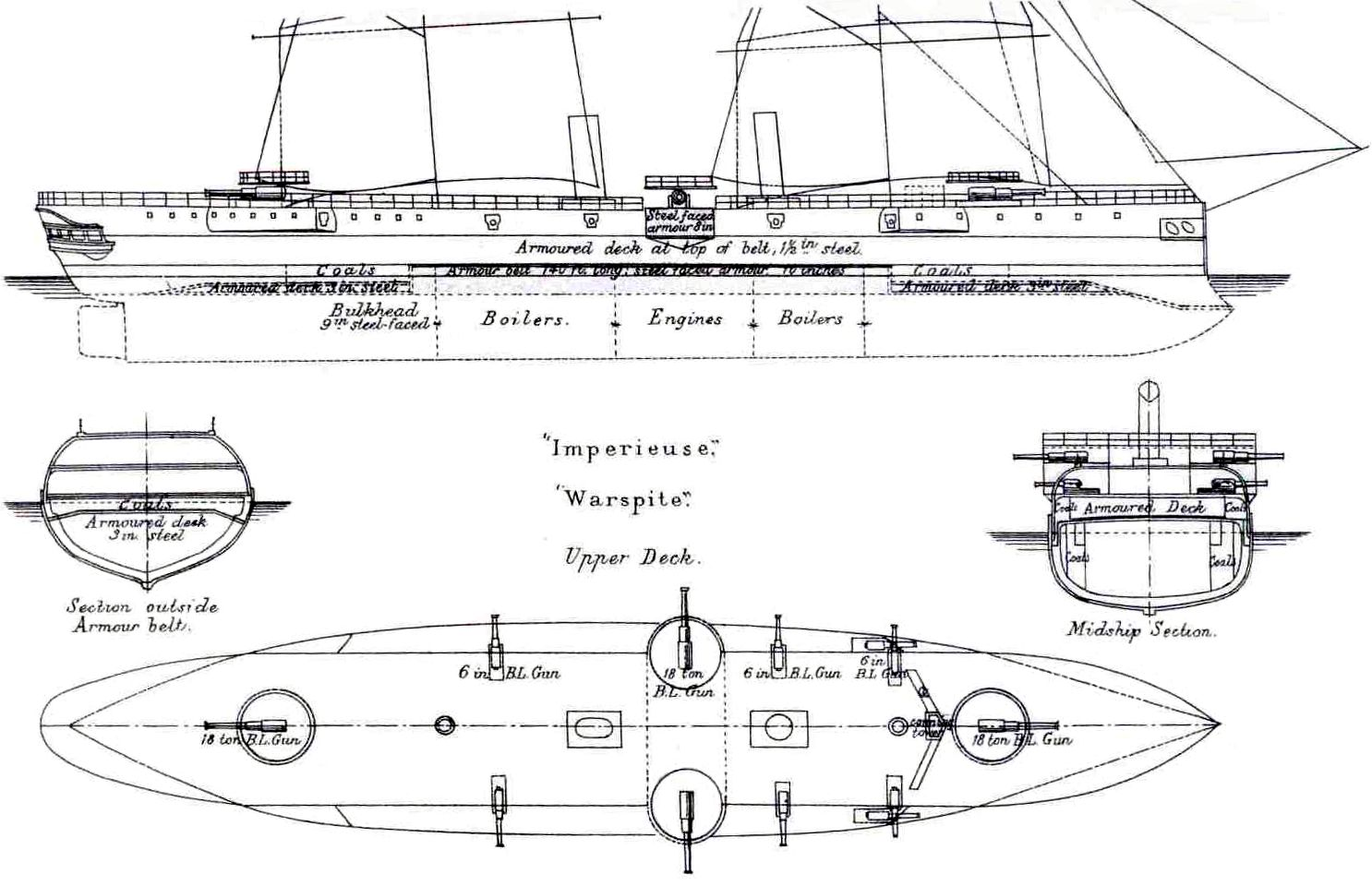
Základní uspořádání třídy

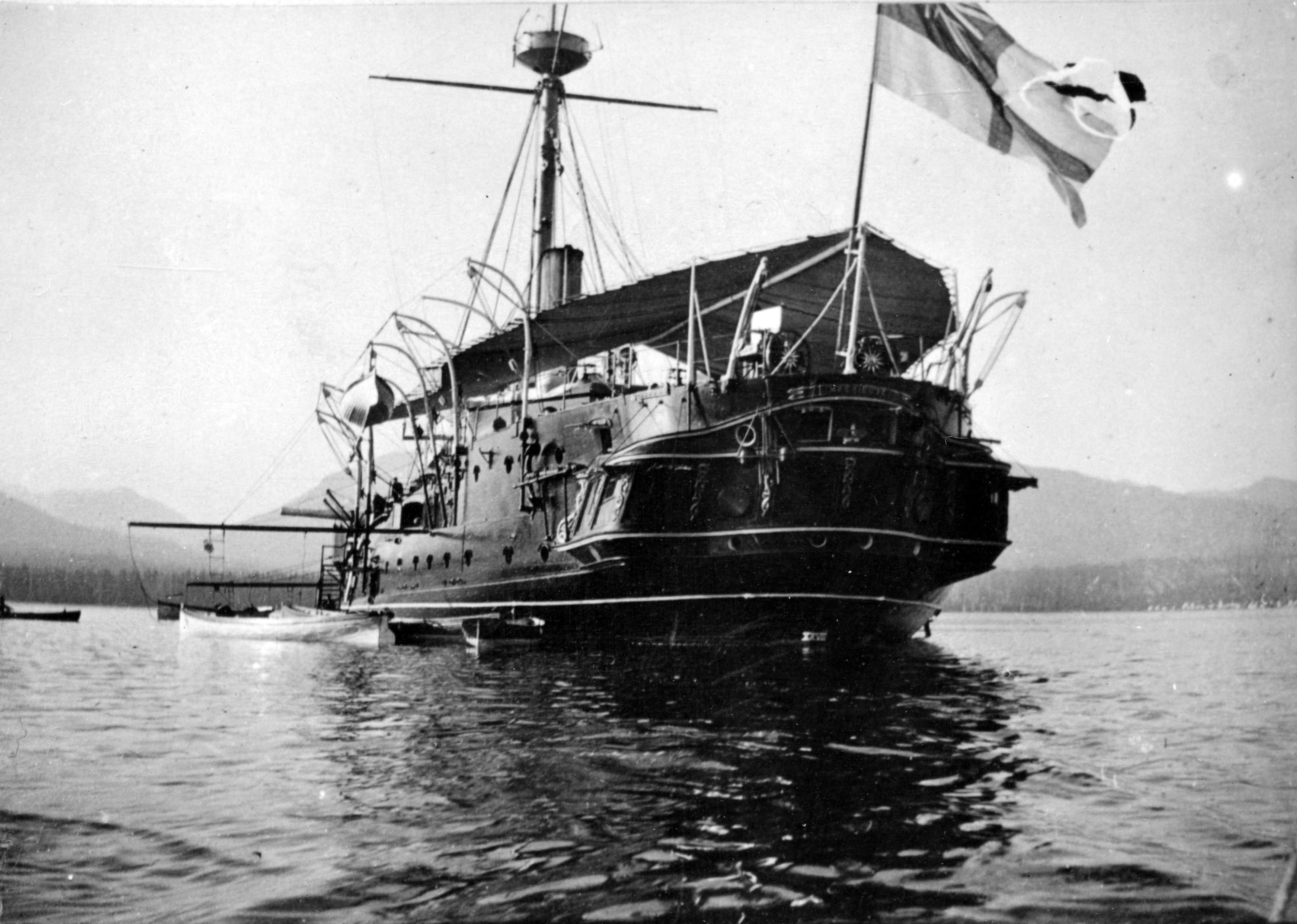
HMS Imperieuse

Hlavní výzbroj tvořily čtyři 234mm kanóny kryté štíty. Kanóny byly umístěny po jednom v barbetách na přídi a zádi trupu a dále na obou bocích. Doplňovalo je deset 152mm kanónů v trupových kasematách. Dále nesly čtyři 57mm kanóny a šest 457mm torpédometů. Pohonný systém tvořilo dvanáct kotlů a dva tříválcové parní stroje o výkonu 8000 hp, pohánějící dva lodní šrouby. Plavidla dále měla brigovou takeláž o ploše 20 575 čtverečních stop. Nejvyšší rychlost dosahovala 16 uzlů. Neseno bylo 1130 tun uhlí. Dosah byl 6500 námořních mil při rychlosti 10 uzlů.

### Modifikace
Plavidla této třídy trpěla přetížením a měla špatnou stabilitu. Už během stavby proto byla upravována a počet 152mm kanónů byl snížen na šest. Během služby bylo navíc odstraněno oplachtění (úspora 100 tun), které nahradil jeden bojový stěžeň. V případě války bylo následně povoleno posílení výzbroje o dva další kanóny ráže 152 mm. V 90. letech 19. století byly původní 152mm kanóny nahrazeny rychlopalnými kanóny stejné ráže.